# Carrer de Sant Antoni (Lleida)
El Carrer de Sant Antoni és una obra de Lleida (Segrià) inclosa a l'Inventari del Patrimoni Arquitectònic de Catalunya.

## Descripció
Carrer antic de la ciutat que comença a la plaça de la Catedral i arriba fins a l'avinguda de Catalunya, tot eixamplant-se de 5 a 8 m. en aquest trajecte.
Típicament estret, vorejat per cases de planta baixa i quatre pisos, dos petits carrerons el lliguen amb l'Avinguda Blondel i amb la ciutat que puja cap dalt la Seu.
Està ben pavimentant des de fa temps.

## Història
Carrer antic de la ciutat que comença a la plaça de la Catedral i arriba fins a l'avinguda de Catalunya, tot eixamplant-se de 5 a 8 metres en aquest trajecte.
Típicament estret, vorejat per cases de planta baixa i quatre pisos, dos petits carrerons el lliguen amb l'Avinguda Blondel i amb la ciutat que puja cap dalt la Seu.
Està ben pavimentant des de fa temps.